# 索塞 (芒什省)
索塞（法語：Saussey，法語發音：[sosɛ]）是法国芒什省的一个市镇，属于库唐斯区。

## 地理
索塞（49°0'34"N, 1°26'0"W）面积8.89 平方千米，位于法国诺曼底大区芒什省，该省份为法国西北部沿海省份，西、北、东北三面环大西洋，东起顺时针与卡爾瓦多斯省、奧恩省、马耶讷省和伊勒-维莱讷省接壤。
与索塞接壤的市镇（或旧市镇、城区）包括：圣皮埃尔德库唐斯、尼科尔、谢讷河畔奥尔瓦勒、乌维尔、圣但尼勒韦蒂、谢讷河畔凯特勒维尔。

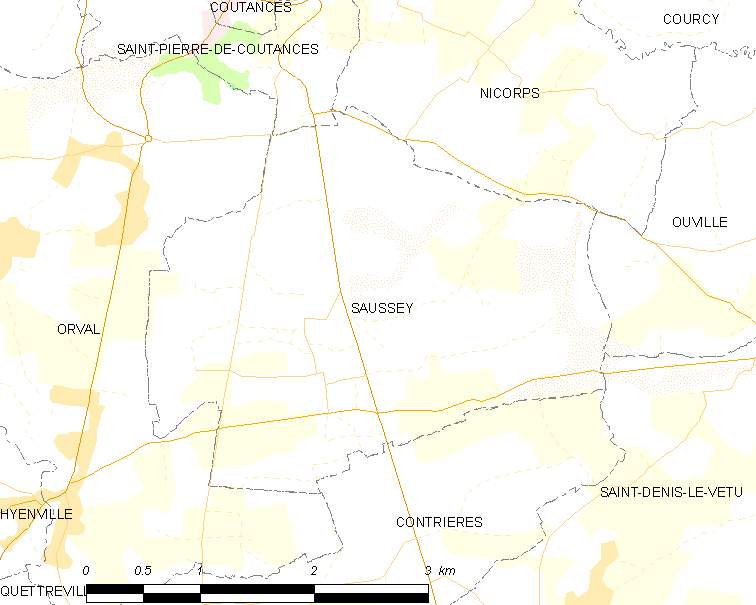
的OSM定位图

索塞的时区为UTC+01:00、UTC+02:00（夏令时）。

## 行政
索塞的邮政编码为50200，INSEE市镇编码为50568。

## 政治
索塞所属的省级选区为库唐斯县。

## 人口

1962-2008年间人口变化图示

索塞于2022年1月1日时的人口数量为458人。